# ダイオウスカシガイ
ダイオウスカシガイ（学名: Fissurella maxima）は、スカシガイ科に分類される海貝である。通称はラパス貝（ラパスがい）、ラパ貝（ラパがい）。

## 分布
チリからペルーの太平洋岸。

## 形態
アワビと同様の形態で、科は異なるが外見での区別は難しい。

## 生態
食性は草食性である。

## 人間との関係
アワビやトコブシの代用品として、茹でられた剥き身がチリから輸出されている。
茹で身の調理加工食品が原因とされる食中毒様事例や、即時型の食物アレルギーが報告されている。考えられるアレルギーの原因には、免疫応答の実験に使われる程に強い作用のあるスカシガイヘモシアニンがある。呈する症状には皮膚の発赤、結膜の充血、鼻詰まり、腹痛、下痢、嘔吐、蕁麻疹、喘鳴、呼吸困難、意識障害が見られる。中には呼吸困難から呼吸不全となって気管挿管を行い人工呼吸器で救命した例がある他、血清学的には未確認ではあるが死亡例もある。
ハワイ州で1986年に、57例のダイオウスカシガイ由来と思われる中毒事件が報道された。その結果、同州ではダイオウスカシガイの発売が禁止とされた。